# Montbeugny
Montbeugny é uma comuna francesa na região administrativa de Auvérnia-Ródano-Alpes, no departamento Allier. Estende-se por uma área de 32,76 km². Em 2010 a comuna tinha 683 habitantes (densidade: 20,8 hab./km²).